# Đông Tà, Tây Độc
Đông Tà Tây Độc (Hoa phồn thể: 東邪西毒; Hoa giản thể: 东邪西毒; bín âm: Dōngxié Xīdú; tiếng Anh: Ashes of Time) là một bộ phim của đạo diễn Hồng Kông Vương Gia Vệ, phát hành năm 1994, với dàn diễn viên ngôi sao gồm Trương Quốc Vinh, Lương Gia Huy, Lâm Thanh Hà, Lương Triều Vĩ, Trương Học Hữu, Vương Tổ Hiền, Trương Mạn Ngọc, Lưu Gia Linh. Phim có kinh phí đầu tư lớn nhưng gặp thất bại về mặt doanh thu, bù lại, phim được liệt vào hàng kinh điển của điện ảnh Hồng Kông và được đánh giá là một trong những phim xuất sắc nhất của Vương Gia Vệ.

## Cốt truyện
Vương Gia Vệ đã mượn các nhân vật trong tiểu thuyết Anh hùng xạ điêu của Kim Dung để làm nên Đông Tà Tây Độc. Tuy nhiên, đạo diễn này không sử dụng gì khác ngoài tên và thân thế các nhân vật, Đông Tà Tây Độc có cốt truyện gần như độc lập với tiểu thuyết nguyên tác. Tuy được xếp vào thể loại kiếm hiệp, nhưng bộ phim chủ yếu miêu tả mối quan hệ tình cảm giữa các nhân vật với nhau, thông qua đó thể hiện rất nhiều "triết lý tình yêu" thường thấy trong phim Vương Gia Vệ.
Âu Dương Phong (Trương Quốc Vinh) sau khi rời khỏi núi Bạch Đà, đã dừng chân tại một sa mạc, dựng quán và trở thành một kẻ môi giới chuyên giải quyết mọi vấn đề rắc rối của người khác. Những khách hàng lần lượt đến tìm tửu quán của Âu Dương Phong, không chỉ để đưa ra những yêu cầu đặc biệt hay nghỉ ngơi đơn thuần, mà còn để kể về những chuyện tình của họ... Những câu truyện của các nhân vật đan xen suốt nội dung phim, nhưng tất cả có thể chia làm bốn câu truyện chính.

### Mộ Dung Yên - Hoàng Dược Sư - Âu Dương Phong
Hoàng Dược Sư (Lương Gia Huy) là bằng hữu của Âu Dương Phong, anh ta vẫn thường tìm đến tửu quán của bạn mình trong suốt nhiều năm. Vào một ngày, Âu Dương Phong nhận được yêu cầu ám sát từ Mộ Dung Yên (Lâm Thanh Hà), và đối tượng bị chỉ định không ai khác hơn Hoàng Dược Sư. Mộ Dung Yên muốn giết Hoàng Dược Sư vì cho rằng người này đã bỏ rơi em gái của mình là Mộ Dung Yến. Trong khi đó, người em gái kia lại yêu cầu Âu Dương Phong ám sát chính anh trai của mình, người mà nàng nghĩ là đang cố ngăn cản tình cảm giữa mình và Hoàng Dược Sư. Sau nhiều cuộc tiếp xúc với huynh muội Mộ Dung, Âu Dương Phong phát hiện hai người này thật ra chỉ là một. Trong khi Mộ Dung Yến âu sầu vì thương nhớ Hoàng Dược Sư, thì con người khác trong nàng, Mộ Dung Yên lại muốn giết chết Hoàng Dược Sư...

### Hoàng Dược Sư và phu thê kiếm khách mù
Hoàng Dược Sư có một người bạn thâm giao là một kiếm khách (Lương Triều Vĩ), trong lần đến dự hôn lễ của bạn mình, chẳng may anh ta lại khiến cho thê tử của người bạn (Lưu Gia Linh) phải lòng mình. Hoàng Dược Sư rời khỏi đó, kiếm khách kia cũng không ở lại, bởi quan hệ phu thê của anh đã gần như tan vỡ. Trên đường ngao du, khi biết mình sắp mù, vị kiếm khách kia quyết định trở lại quê nhà để có thể ngắm nhìn "hoa anh đào" một lần cuối, nhưng kinh phí không còn, anh ghé vào tửu quán của Âu Dương Phong và xin được trợ giúp. Âu Dương Phong đưa ra yêu cầu vị kiếm khách mù phải thay mình chống lại một nhóm mã tặc sắp đến. Trong lúc giao chiến, kiếm khách mù tử nạn. Trước đó anh đã yêu cầu Âu Dương Phong chuyển lời đến Hoàng Dược Sư, "Hãy nói cho hắn ta biết... Có một người phụ nữ đang chờ đợi hắn ở quê nhà..." Âu Dương Phong tìm đến quê nhà của vị kiếm khách mù và gặp thê tử của anh ta, đồng thời phát hiện ra nơi đây chẳng có bất cứ một cành hoa anh đào nào, Âu Dương Phong chợt hiểu ra, "hoa anh đào" mà vị kiếm khách kia muốn nhìn lại lần cuối, thật ra chính là thê tử của anh ta.

### Âu Dương Phong - Hồng Thất Công - Cô gái mang giỏ trứng
Một ngày nọ, có một cô gái (Dương Thái Ni) đến nhờ Âu Dương Phong trả thù cho em trai mình, song nàng đã bị từ chối vì chẳng có gì ngoài một giỏ trứng và một chú lừa. Cô gái kiên trì chờ đợi sự trợ giúp trước tửu quán ngày này qua ngày nọ... Hồng Thất Công (Trương Học Hữu) đến tửu quán, bắt đầu làm công việc ám sát qua sự môi giới của Âu Dương Phong. Tuy nhiên, chàng trai đơn giản này lại là một người hoàn toàn trái ngược với Âu Dương Phong - một kẻ với quan niệm "cách tốt nhất để không bị khước từ là lên tiếng khước từ trước". Thay vì để người mình yêu thương ở lại, sau khi kết thúc công việc ở chỗ Âu Dương Phong, Hồng Thất Công đã mang theo thê tử mình (Li Bai) đi ngao du thiên hạ. Anh ta cũng đã ra tay giúp đỡ cô gái kia trả thù để đổi lại những quả trứng và cả tình yêu từ nàng...

### Âu Dương Phong và người yêu của mình
Tại quê nhà, Âu Dương Phong có một người mà anh ta vô cùng yêu thương (Trương Mạn Ngọc), nhưng lại chưa bao giờ nói thẳng ra lời yêu với nàng. Thuở trước, Âu Dương Phong vẫn thường rời bỏ quê nhà và cả người mình yêu để hành tẩu giang hồ mà không chút ái ngại, cho đến một lần trở về, anh ta thấy người phụ nữ kia bỗng chốc đã trở thành chị dâu mình. Trong tác phẩm của Kim Dung, Âu Dương Phong đã tư thông cùng A Tuyết(chị dâu)rồi sinh ra Âu Dương Khắc. Nhưng dưới con mắt của Vương Gia Vệ, đó là một chuyện tình đau khổ, mà nguyên nhân xuất phát từ chính sự cố chấp của người trong cuộc. Người yêu của Âu Dương Phong vì hận tình lang cứ mãi bỏ nàng ra đi, nên đã kết hôn với anh trai hắn, đó là bi kịch của nàng. Hoàng Dược Sư cũng yêu người phụ nữ này, sở dĩ anh thường tìm đến chỗ Âu Dương Phong là vì muốn tìm hiểu tin tức cho người mình yêu thương. Người yêu của Âu Dương Phong đã chết trong âu sầu, trước khi qua đời, nàng để lại cho Hoàng Dược Sư một loại rượu có thể làm lãng quên quá khứ, và nhờ đưa cho Âu Dương Phong. Hoàng Dược Sư đã uống loại rượu đó và quên đi quá khứ, trong khi với Âu Dương Phong, loại rượu đó lại vô hiệu. Mỗi khi nhìn về hướng núi Bạch Đà, trong mắt Âu Dương Phong vẫn luôn hiện ra hình ảnh một người con gái đang chờ đợi mình ở đó...

## Diễn viên
- Trương Quốc Vinh vai Tây Độc Âu Dương Phong
- Lương Gia Huy vai Đông Tà Hoàng Dược Sư
- Lâm Thanh Hà vai Mộ Dung Yên / Độc Cô Cầu Bại
- Lương Triều Vỹ vai kiếm sĩ mù
- Lưu Gia Linh vai vợ kiếm sĩ mù
- Trương Học Hữu vai Hồng Thất Công
- Trương Mạn Ngọc vai chị dâu Âu Dương Phong

## Nhận định
Về mặt thương mại, Đông tà Tây Độc là một tổn thất nặng nề cho hãng phim sản xuất. Kinh phí đầu tư cho phim là 40 triệu HKD, trong khi doanh thu tại Hồng Kông chỉ đạt hơn 9 triệu HKD. Nhưng đây lại được đánh giá là một trong những bộ phim xuất sắc nhất của Vương Gia Vệ - mà lúc ra đời giá trị của nó đã chưa được nhìn nhận đầy đủ. Lúc mới phát hành, Đông Tà Tây Độc đã nhận được rất nhiều ý kiến khen chê trái ngược nhau, nhưng cho đến nay, giá trị của bộ phim đã được khẳng định. Trong danh sách 100 phim Trung Quốc xuất sắc nhất mọi thời đại, bộ phim này có thứ hạng cao hơn cả Tâm trạng khi yêu lẫn Xuân quang xạ tiết - hai bộ phim rất nổi tiếng tại châu Âu của Vương Gia Vệ.

## Âm nhạc

Album Ashes of Time Soundtrack (1994)

Toàn bộ phần nhạc nền sử dụng trong Đông Tà Tây Độc có thể tìm thấy trong album Ashes of Time Soundtrack phát hành cùng năm với bộ phim.
Danh sách các nhạc phẩm:
- Prelude: A Lonely Heart
- The Killer's Career
- A Flood of Love
- Both Love and Hate
- Illusion
- Bygone Love
- An Attack by the Highwayman
- Expectation
- Tangle
- A Duel
- Dust to Dust
- Favourite Love
- Reminiscence
- The Truth
- Finale: Gone with the Wind

## Giải thưởng - Đề cử
- Giải thưởng Điện ảnh Hồng Kông 1995
  - Chỉ đạo nghệ thuật xuất sắc nhất (Trương Thúc Bình)
  - Quay phim xuất sắc nhất (Christopher Doyle)
  - Phụ trang xuất sắc nhất (Trương Thúc Bình)
  - Đề cử: Phim xuất sắc nhất
  - Đề cử: Đạo diễn xuất sắc nhất (Vương Gia Vệ)
  - Đề cử: Biên tập phim xuất sắc nhất (Đàm Gia Minh, Hề Kiệt Vĩ)
  - Đề cử: Nhạc nền xuất sắc nhất (Trần Huân Cơ)
  - Đề cử: Kịch bản xuất sắc nhất (Vương Gia Vệ)
- Giải thưởng Kim Mã 1994
  - Quay phim xuất sắc nhất (Christopher Doyle)
  - Biên tập phim xuất sắc nhất (Đàm Gia Minh, Hề Kiệt Vĩ)
- 1995 Hong Kong Film Critics Society Awards
  - Phim xuất sắc nhất
  - Đạo diễn xuất sắc nhất (Vương Gia Vệ)
  - Nam diễn viên xuất sắc nhất (Trương Quốc Vinh)
  - Kịch bản xuất sắc nhất (Vương Gia Vệ)
- Liên hoan phim Venice 1994
  - Giải thưởng đặc biệt của Ban giám khảo
- Liên hoan phim Venezia 1994
  - Quay phim xuất sắc nhất (Christopher Doyle)
- 1997 Fant-Asia Film Festival
  - Phim châu Á xuất sắc nhất - Hạng 3
- 2005 Giải thưởng Điện ảnh Hồng Kông
  - Top 100 phim Trung Quốc xuất sắc nhất mọi thời đại

## Ngoài lề
- Do tổn thất tài chính do bộ phim mang lại, những nhà làm phim quyết định thực hiện Đông Thành Tây Tựu - một bộ phim hài thuần túy cũng với dàn diễn viên tương tự, nhằm phần nào thu hồi vốn cho hãng phim.
- Phim có sự tham gia của Vương Tổ Hiền, nhưng toàn bộ cảnh quay của cô đã bị Vương Gia Vệ cắt bỏ.
- Cuối năm 2007, Vương Gia Vệ đã tiến hành biên tập lại để cho ra đời một phiên bản mới của Đông Tà Tây Độc. Phiên bản này có tên tiếng Anh là Ashes of Time Redux, đã tham gia trình chiếu tại Liên hoan phim Cannes 2008.[1]
- Ở Việt Nam, phiên bản "Ashes of Time Redux" được khởi chiếu toàn quốc vào ngày 3-4-2009.